# Умисне знищення або пошкодження майна
Ум́исне зн́ищення аб́о пошќодження майн́а — кримінальне правопорушення (злочин), передбачений Кримінальним кодексом України.
Умисне знищення або пошкодження чужого майна є різновидом майнових злочинів. Суб'єктом злочину є особа, яка досягла 16 років (у випадку умисного знищення або пошкодження чужого майна, що заподіяло шкоду у великих розмірах), або особа, яка досягла 14 років (у випадку тих самих діянь, вчинених шляхом підпалу, вибуху чи іншим загальнонебезпечним способом, або заподіяло майнову шкоду в особливо великих розмірах, або спричинило загибель людей чи інші тяжкі наслідки). Об'єктом злочину є майно, яке завідомо для винного йому не належить.